# Lepidasthenia brunnea
Lepidasthenia brunnea är en ringmaskart som beskrevs av Francis Day 1960. Lepidasthenia brunnea ingår i släktet Lepidasthenia och familjen Polynoidae. Arten är reproducerande i Sverige. Utöver nominatformen finns också underarten L. b. minima.